# نبي
عرف الإنسان منذ القدم كلمة النُّبوَّة، فقد وجدت في جميع اللغات واللهجات، غير أن استعمالاتها تعددت وتنوعت. وهي كلمة جاءت في القرآن كثيرًا، وتعني لغة: إخبار البشر من قبل الله بالأحداث والوقائع المقبلة معهم. ولكل نبي سفره في العهد القديم، وكتبهم موضع دراسة لمعرفة نبؤاتهم للمستقبل.

## النبي فيالإسلام
«النبوءة» و«النبوة»: الإخبار عن الغيب، أو المستقبل بالإلهام، أو الوحي. النبوة لغة: النبوة والنباوة الارتفاع، أو المكان المرتفع من الأرض. والنبي: العلم من أعلام الأرض التي يهتدى بها، ومنه اشتقاق «النبي» لأنه أرفع خلق الله، وذلك لأنه يهتدى به. النبأ: الخبر، يقال: نبأ،
ونبأ وأنباء: أخبر، ومنه: النبي، لأنه أنبأ عن الله.
وحين نزل القرآن الكريم على رسول الله محمد حدد معنى كلمة «النبوة»، فوضح أن النبي هو من نزل عليه وحي الله وأمر بتبليغه للناس، فهو ليس ساحرا، لأن الفلاح لا يكون حليفه، يقول الله تعالى في القرآن:
﴿وَأَلْقِ مَا فِي يَمِينِكَ تَلْقَفْ مَا صَنَعُوا إِنَّمَا صَنَعُوا كَيْدُ سَاحِرٍ وَلَا يُفْلِحُ السَّاحِرُ حَيْثُ أَتَى ۝٦٩﴾، كما أن ما يبلغه عن ربه ليس شعرا، يقول الله  في القرآن: ﴿وَمَا هُوَ بِقَوْلِ شَاعِرٍ قَلِيلًا مَا تُؤْمِنُونَ ۝٤١﴾، فلا ينبغى أن يُقْرَنَ النبي بالشاعر، أو بمن يلقي الكلام بصوت جهوري، كما كان ذلك معروفًا عند اليونان، كما أنه ليس كاهنا كما كان معروفا عند قدماء المصريين، إذ نفى نص القرآن الكريم عنه هذه الصفة، فذكر القرآن: ﴿وَلَا بِقَوْلِ كَاهِنٍ قَلِيلًا مَا تَذَكَّرُونَ ۝٤٢﴾.
وبين القرآن الكريم أن النبي ليس شاعرا ولا كاهنا، فالأولى أن ينفي عنه وصفا كان يطلقه بعض الناس على المشعوذين باسم الدين، وهو الجنون المقدس، فذكر القرآن: ﴿مَا أَنْتَ بِنِعْمَةِ رَبِّكَ بِمَجْنُونٍ ۝٢﴾، أي ما أنت بهذا الذي نزل عليك من الله بواحد من هؤلاء الذين كانوا يعرفون بين الناس بأنهم «مجاذيب»، أو لديهم «جنون مقدس». وأخيرا لست ممن يتخذون العرافة والتنبؤ بالغيب حرفة لهم، فلا يلتبس ما تبلغه عن الله بكلام من يدعون أنهم يعرفون الغيب، يقول الله: ﴿وَيَقُولُونَ لَوْلَا أُنْزِلَ عَلَيْهِ آيَةٌ مِنْ رَبِّهِ فَقُلْ إِنَّمَا الْغَيْبُ لِلَّهِ فَانْتَظِرُوا إِنِّي مَعَكُمْ مِنَ الْمُنْتَظِرِينَ ۝٢٠﴾، ويقول: ﴿وَعِنْدَهُ مَفَاتِحُ الْغَيْبِ لَا يَعْلَمُهَا إِلَّا هُوَ وَيَعْلَمُ مَا فِي الْبَرِّ وَالْبَحْرِ وَمَا تَسْقُطُ مِنْ وَرَقَةٍ إِلَّا يَعْلَمُهَا وَلَا حَبَّةٍ فِي ظُلُمَاتِ الْأَرْضِ وَلَا رَطْبٍ وَلَا يَابِسٍ إِلَّا فِي كِتَابٍ مُبِينٍ ۝٥٩﴾، ويقول: ﴿قُلْ لَا أَقُولُ لَكُمْ عِنْدِي خَزَائِنُ اللَّهِ وَلَا أَعْلَمُ الْغَيْبَ وَلَا أَقُولُ لَكُمْ إِنِّي مَلَكٌ إِنْ أَتَّبِعُ إِلَّا مَا يُوحَى إِلَيَّ قُلْ هَلْ يَسْتَوِي الْأَعْمَى وَالْبَصِيرُ أَفَلَا تَتَفَكَّرُونَ ۝٥٠﴾.
وبهذا فرق الإسلام بين النبوة الإلهية، وبين ملابساتها من الكهانة، والعرافة، والقيافة، والفراسة، كما أنه حدد استعمالات الكلمة، فلا تطلق إلا على من نزل عليه الوحي من الله، فلم يعد من المستساغ عقلا، ولا من الجائز شرعا أن تطلق على الكهنة، أو على من يدرسون ويعلمون الشريعة للناس، وبالتالي لا تطلق على السحرة والمنجمين، ولا على المجانين والمشعوذين في طريق الدين، فلم يبق من الاستعمالات القديمة لكلمة «النبوة» إلا إطلاقها على أصحاب الرؤيا الصالحة، التي تكون مقدمة وإرهاصا لنزول الوحي على من اختصه الله بهذه الرؤيا، كما حدث ليوسف، يقول الله: ﴿إِذْ قَالَ يُوسُفُ لِأَبِيهِ يَا أَبَتِ إِنِّي رَأَيْتُ أَحَدَ عَشَرَ كَوْكَبًا وَالشَّمْسَ وَالْقَمَرَ رَأَيْتُهُمْ لِي سَاجِدِينَ ۝٤﴾.

### أولو العزم من الرسل
المقصود بأولي العزم من الرسل: هم الرسل الذين تحلوا بالقوة والثبات وتحمل مشاق الدعوة والله - سبحانه وتعالى - قال لنبيه محمد صلى الله عليه وسلم : ( فَاصْبِرْ كما صَبَرَ أُوْلُوا الْعَزْمِ مِنَ الرُّسُلِ وَلَا تَسْتَعْجِلْ لَهُمْ ) [الأحقاف : 35] لما اشتد أذى الكفار على رسول الله - صلى الله عليه وسلم - أمره الله بالصبر والتحمل وانتظار الفرج اقتداء بإخوانه من أولي العزم من الرسل.
وقد ورد ذكرهم بالقرآن الكريم وهم:
- نوح
- إبراهيم
- موسى
- عيسى
- محمد

## النبي في اليهودية
كانت كلمة النبوة عند بني إسرائيل تفيد معنى الإخبار عن الله، ولذا كانت تطلق على من يتخرجون من المدارس الدينية، حيث كانوا يتعلمون فيها تفسير شريعتهم، كما كانوا يدرسون أيضا الموسيقى والشعر، لذا كان منهم شعراء ومغنون وعازفون على آلات الطرب، وبارعون في كل ما يؤثر في النفس ويحرك الشعور والوجدان، ويثير رواكد الخيال. ومن المُسَلَّمِ به أن خريجي هذه المدارس، لم يكونوا على درجة واحدة من الصفاء الذهني، والإدراك العقلي، كما لم يكونوا كلهم على درجة واحدة من التقوى والصلاح، ولذا لم تفرق الكتب المقدسة قبل الإسلام في حديثها عن الأنبياء بين من يتلقون الوحي من الله، وبين من يدرسون شريعة الله ويشرحونها للناس، فجاء حديثها - أحيانا - عن أنبياء كَذَبَةٍ، إذ نجد في سفر إشعياء حديثا عن النبي الكذاب، حيث يقول: "الشيخ المعتبر هو الرأس والنبي الذي يعلم بالكذب هو الذنب"، ويقول متى: «ويقوم أنبياء كذبة كثيرون، ويضلون كثيرين»، ويقول لوقا: «لأنه هكذا كان يفعل آباؤهم بالأنبياء الكذبة»، ويصف يوحنا في رؤيته خروج الأرواح النجسة من فم النبي الكذاب.

## النبي في الديانات والشعوب الأخرى
في اليونان القديمة كانت تطلق على المتكلم بصوت جهوري، أو على من يتحدث في الأمور الشرعية، وعند الفراعنة كانت تطلق علي كهنة آمون، كما أطلقت على إيزيس في مصر القديمة، وعلى زرابيس في روما القديمة، وكلاهما لا يخرج عن هذا المعنى.
لم يقتصر الأمر على إطلاقها على من يعمل في الحقل الديني، بل أطلقت أيضا على السحرة والمنجمين، وكذلك على من اختل عقلهم، وضعف تفكيرهم، فَأَتوا من الأعمال ما لا يفهمه العقلاء، وقد ذكر علماء مقارنة الأديان عدة أنواع من النبوات، منها: نُبُوَّة السحر، ونُبُوَّة الرؤيا والأحلام، ونُبُوَّة الكِهانَة، ونُبُوَّة الجذب، أو الجنون المقدس، ونُبُوَّة التنجيم.

## النبي في اللغة العربية
للإحاطة بمعنى النبوة، وجب علينا فهم معنى كلمة «نبي»، ولمَّا كانت معاجم اللغة العربية هي مرجعنا في هذا المجال، وهي معاجم متكاملة في دلالاتها ومناهجها، فما كان يجوز لنا الاقتصار على معجم واحد منها.
وبالرجوع إلى جميع ما أوردته معاجم اللغة العربية بما يتعلق بكلمة «نبي»، ومصادر اشتقاقها، يتبين لنا أن اللغويين قد ذهبوا إلى إمكان اشتقاق هذه الكلمة من مصادر ثلاثة:
- الأول : اشتقاقها من النُّبُوُّ بمعنى الارتفاع والسمو.
- الثاني : اشتقاقها من النَّبِيءُ بمعنى الطريق الواضح.
- الثالث : اشتقاقها من النَّبَأُ وهو الخبر الصادق ذو الشأن العظيم.

ولا مانع من الأخذ بهذه الاشتقاقات جميعها في آن واحد، وإن كان الاشتقاق الثالث جديرا بالرعاية والعناية لسعة دلالته.
وعند العودة إلى النصوص القرآنية، سنلاحظ أن جميع دلالات هذه الاشتقاقات قد اعتمدت فيها بصورة واضحة.
اشتقاق كلمة «نبي» من مصدرها الأول وهو النُّبُوُّ، يدل على اكتساب مقام النبوة الروحي السامي والرفيع. الأمر الذي جعل صاحب هذا المقام يستحق عند بارئه لقب نبي.
واشتقاق كلمة «نبي» من مصدرها الثاني، وهو النَّبِيءُ الذي يعني الطريق الواضح، فكلمة نبي من هذا المصدر تعني المنهج الحياتي الواضح الذي يسلكه كل شخص بلغ مقام النبوة. ويتلخص هذا المنهج بالإيمان بوجود خالق لهذا الكون. وبالسعي للتخلق بأخلاق هذا الخالق في الأرض، والمحافظة على إنسانية الإنسان وذلك بعدم مشابهة الأنعام وعدم اتباع الهوى والشهوات والأطماع الشخصية. هذا المنهج الذي لابد من انتهاجه لبلوغ مقام النبوة السامي عند الله ، وبألفاظ أخرى فإن الأنبياء يمثلون في منهجيتهم طريقا واضحا في الحياة.
أما اشتقاق كلمة «نبي» من مصدرها الثالث وهو النَّبَأُ، فيعني الخبر الصادق ذو الشأن العظيم، فكلمة «نبي» من هذا المصدر تشير إلى العلوم اللدنية والأنباء اللدنية الهامة ذات الشأن العظيم التي يتلقاها الشخص الذي يبلغ مقام النبوة الروحي السامي.
ونَبَّه الراغب الأصفهاني في معجمه مفردات الراغب أن النَّبَأَ يعني الخبر ذا الفائدة العميمة، والذي يتحصل منه علم صادق حقيقي منزه عن الكذب والافتراء. كما نبهنا إلى أن لفظ نبي مشتق من النَّبَإِ، لذلك يحتمل صاحبه احتواءه على العلوم الصادقة الحقيقية المنزهة عن الكذب والافتراء، والتي يتلقاها النبي من جانب ربه الذي شرفه بمقام النبوة ولقبها.
لذا فاجتماع هذه الأمور في شخص ما، وقد دلت عليها اشتقاقات كلمة نبي من النُّبُوُِ والنَّبِيءِ والنَّبَإِ، لا تكفي لإطلاق اسم «نبي» على هذا الشخص بالمفهوم الشرعي، ما لم يخاطبه ربه في كلامه إليه بلقب نبي، ذلك لأننا لا نعلم من الأمور إلا ظواهرها، لكن الله  هو المطلع على سرائر الأفئدة وخفاياها. لذلك فهو العليم المختص بمنح هذا اللقب أو عدم منحه إياه. ولابد من الإشارة هنا إلى أن كلمة «نبي» وردت صياغتها على وزن «فعيل» بمعنى فاعل. وصيغة فعيل من صيغ المبالغة ترد حين تدعو الحاجة إلى المبالغة في حقيقة شيء ما، كأن نقول (هذا عالم)، فإذا شئنا المبالغة في علمه نقوله (هذا عليم) على صيغة «فعيل» وهذه الصياغة نلاحظها كما ورد من أسماء الله الحسنى كعليم وسميع وبصير، وأن كلمة «نبي» مصوغة على وزن «فعيل» تحثنا على الأخذ باشتقاقات هذه الكلمة من مصادرها الثلاثة، مؤكدة احتواء هذه الكلمة على جميع معطيات هذه المصادر المعنوية، وتؤكد كمال معنى كل اشتقاق أيضا، أي أنه لا يستحق لقب نبي إلا من اتصف بكمال قداسة السيرة قبل الدعوة، وكمال المنهج الحياتي، وكمال المقام الروحي، وكمال المكالمة مع ربه أي مكالمة ربه إياه وحيا، ومن وراء حجاب، وعن طريق ملك من ملائكة الله، هذه الطرق الثلاثة التي نص عليها قول القرآن: ﴿وَمَا كَانَ لِبَشَرٍ أَنْ يُكَلِّمَهُ اللَّهُ إِلَّا وَحْيًا أَوْ مِنْ وَرَاءِ حِجَابٍ أَوْ يُرْسِلَ رَسُولًا فَيُوحِيَ بِإِذْنِهِ مَا يَشَاءُ إِنَّهُ عَلِيٌّ حَكِيمٌ ۝٥١﴾.
وهو أن كلمة «نبي» تعني أن شخصا ما حاز على:
- مقام روحي رفيع كثمرة لسيرته المقدسة قبل النبوة.
- فلسفة للحياة متكاملة وواضحة قبل النبوة.
- علوم وأنباء غيبية عظيمة الشأن والأهمية بعد النبوة.
- وخاطبه ربه بلقب «نبي».

توافق القرآن واللغة في معنى نبوة ونبي ونتيجة لتدبرنا كتاب الله، وجدنا توافقا عجيبا بينهما.
فالله خاطب رسول الله محمدا بلقب نبي في سور عديدة من كتابه الذي أنزله على قلبه. في سورة الأنفال: (يا أيها النبي)، وفي سورة الأحزاب: (يا أيها النبي) وفي سورة التوبة: (يا أيها النبي)، ويكون القرآن الكريم قد استوفى شرط مخاطبته بلقب نبي.
وحينما ذكر القرآن: ﴿عَالِمُ الْغَيْبِ فَلَا يُظْهِرُ عَلَى غَيْبِهِ أَحَدًا ۝٢٦﴾ [الجن:26] يكون قد أخذ بشرط تلقي النبي علوما وأنباء غيبية ذات شأن كبير وبكثرة واضحة، وهذا الأمر دل عليه قوله: "لا يظهر على غيبه أحدا" فالإظهار يعني الكثرة الظاهرة، و"ظهر الشيء" يعني بدا بكليته للعيان وبجميع أجزائه، ولا يعني قول القرآن [ظهر الفساد في البر والبحر] إلا عم الفساد وغلب على أعمال الناس، ومنه ندرك أن قوله ﴿عَالِمُ الْغَيْبِ فَلَا يُظْهِرُ عَلَى غَيْبِهِ أَحَدًا ۝٢٦﴾ [الجن:26] أي لا يطلع على أمور غيبه بكثرة واضحة ﴿إِلَّا مَنِ ارْتَضَى مِنْ رَسُولٍ فَإِنَّهُ يَسْلُكُ مِنْ بَيْنِ يَدَيْهِ وَمِنْ خَلْفِهِ رَصَدًا ۝٢٧﴾ أي من استحق لقب نبي وتقرر تكليفه برسالة سماوية، هذا لأن مجرد اطلاع رجل صالح على أمور غيبية معينة ومعدودة يحدث للصالحين من عباد الله، إنما لا يستحقون معها لقب «نبي» لأنها لا تدخل في باب الإظهار وهو الكثرة والغلبة، إذ أن مغيبات الأنبياء تختلف عن مغيبات سواهم كما ونوعا.
والقرآن الكريم اشترط قداسة سيرة من استحق اسم نبي حينما قال على لسان رسول الله محمد  في القرآن الكريم: ﴿قُلْ لَوْ شَاءَ اللَّهُ مَا تَلَوْتُهُ عَلَيْكُمْ وَلَا أَدْرَاكُمْ بِهِ فَقَدْ لَبِثْتُ فِيكُمْ عُمُرًا مِنْ قَبْلِهِ أَفَلَا تَعْقِلُونَ ۝١٦﴾ ففي هذا النص تنبيه للأذهان إلى استيفاء شخصية محمد رسول الله عنصر طيب السيرة قبل النبوة، حتى سماه قومه «بالصادق الأمين» وما قول قوم صالح [ قد كنت فينا مرجوا ] إلا اعتراف منهم بطيب سيرة النبي صالح قبل أن آتاه النبوة، وحاز هو وجميع أنبياء الله الكرام مقام النبوة الروحي الرفيع.
كما أن القرآن الكريم اتفق مع اللغويين بأن جميع الأنبياء كانوا قبل نبوتهم ملتزمين بفلسفة حياتية واحدة، وكان نهجهم واضحا وكان طريقهم مختلفا عن فلسفات الماديين، فقد كان جميع الأنبياء قبل نيلهم مقام النبوة يؤمنون بوجود خالق لهذا الكون، وأن المقصد من خلقهم أن يصبحوا عبادا للرحمن، وأن الإنسان يحاسب على أعماله من بعد موته.
هناك من زعم غير هذا، مستدلا على زعمه بقول الله: ﴿وَوَجَدَكَ ضَالًّا فَهَدَى ۝٧﴾ وبقول القرآن الكريم: ﴿وَكَذَلِكَ أَوْحَيْنَا إِلَيْكَ رُوحًا مِنْ أَمْرِنَا مَا كُنْتَ تَدْرِي مَا الْكِتَابُ وَلَا الْإِيمَانُ وَلَكِنْ جَعَلْنَاهُ نُورًا نَهْدِي بِهِ مَنْ نَشَاءُ مِنْ عِبَادِنَا وَإِنَّكَ لَتَهْدِي إِلَى صِرَاطٍ مُسْتَقِيمٍ ۝٥٢﴾ [الشورى:52]. وزعمه هذا يضرب القرآن بعضه ببعض، وما دام الله قد قال عن رسوله محمد: ﴿مَا ضَلَّ صَاحِبُكُمْ وَمَا غَوَى ۝٢﴾، فلا يجوز لنا والحال هذه أن نفس قوله [ضالا] بمعنى غير مُهْتَدٍ، بل يقصد من قوله [ضالا] هنا مندفعا بكليتك للاتصال بربك ومعرفته إذ يقال: هذا ضال في محبة فلانة أي مندفع بكليته للقائها والتعرف إليها، ثم إن قول القرآن الكريم: ﴿وَكَذَلِكَ أَوْحَيْنَا إِلَيْكَ رُوحًا مِنْ أَمْرِنَا مَا كُنْتَ تَدْرِي مَا الْكِتَابُ وَلَا الْإِيمَانُ وَلَكِنْ جَعَلْنَاهُ نُورًا نَهْدِي بِهِ مَنْ نَشَاءُ مِنْ عِبَادِنَا وَإِنَّكَ لَتَهْدِي إِلَى صِرَاطٍ مُسْتَقِيمٍ ۝٥٢﴾ [الشورى:52] لا ينفي ما ذكرناه لأن القرآن ورسالته لم يكن رسول الله قد تلقاها قبل فوزه بمقام النبوة الرفيع.
وهكذا يتبين من الشواهد القرآنية وجود توافق تام بين اللغة والقرآن الكريم فيما يتعلق بمعاني كلمة نبي المشتقة من مصادرها الثلاثة والتي ذكرت سابقا، وعلى ضوء هذا كله فإن النبوة أيضا تحمل نفس عناصر كلمة نبي ومعانيها.
وهذا يؤكد توافق اللغة والقرآن الكريم في موضوع معاني كلمة نبي، واضحة بميزان العقل والمنطق، لا تتهافت بل تعظم، وجب اجتماعها في شخص من توكل إليه مهمة رسالة سماوية هامة تضطلع بدور كبير جدا في تغيير مسار تاريخ الشعوب.
وبمنظار العقل والمنطق، يرى المرء أنه لابد من اجتماع هذه الأمور الأربعة التي قررتها اللغة العربية لكلمة نبي في شخص من استحق مقام النبوة السامي، فلا يعقل أن تكون سيرته فاسدة ومن ثم يستحق نيل قرب الله القدوس، ولا يعقل أن يكون في سيرته غير متقيد بفلسفة محددة روحية ومنهجية واضحة توصله إلى لقاء الله وقربه، ولا يعقل أن يحوز مقام القرب الإلهي ولا يكلمه ربه ولا يطلعه على مغيبات الأمور، كما لا يعقل أن يكلمه ربه ويفوز بمقام قربه ولا يمنحه لقب نبي في خطابه إياه.
وهذه الأمور الأربعة التي يقتضيها العقل تتفق والمنطق السليم أيضا، فمن المنطق أن يثبت الله  وجوده بفضل أمثال هؤلاء الأنبياء، كما يثبت عظمة ما يحمله من أسماء حسنى، فالمندوب والسفير والرسول يأتي على مستوى من انتدبه وجعله سفيرا ورسولا.